# Chimia Râmnicu Vâlcea
Le Club sportif Chimia Râmnicu Vâlcea (en roumain : Clubul Sportiv Chimia Râmnicu Vâlcea) est un club de football roumain basé à Râmnicu Vâlcea.

## Historique
Le Chimia Râmnicu Vâlcea est fondé en 1946. Sa meilleure performance en championnat est obtenue lors de la saison 1981-1982, avec une huitième place.
Le club remporte la Coupe de Roumanie en 1973, ce qui constitue son unique trophée majeur.
Sa seule campagne européenne a lieu lors de la Coupe d'Europe des vainqueurs de coupe 1973-1974 ; le club est éliminé en seizièmes de finale par le Glentoran FC.
Le club est dissous en 2004.